# Lukovo Šugarje
Lukovo Šugarje je naselje, ki leži ob glavni cesti Reka - Dubrovnik, 45 km južno od Karlobaga, nad istoimenskim zalivom v Velebitskem kanalu; spada pod občino Karlobag Liško-senjske županije.
Lukovo Šugarje, v katerem stalno živi 79 prebivalcev (popis 2001), je središče vrste  zaselkov, ki ležijo v okolici, na golih strmih pobočji Velebita.

## Demografija
| Pregled števila prebivalcev po letih | Pregled števila prebivalcev po letih | Pregled števila prebivalcev po letih | Pregled števila prebivalcev po letih | Pregled števila prebivalcev po letih | Pregled števila prebivalcev po letih | Pregled števila prebivalcev po letih | Pregled števila prebivalcev po letih | Pregled števila prebivalcev po letih | Pregled števila prebivalcev po letih | Pregled števila prebivalcev po letih | Pregled števila prebivalcev po letih | Pregled števila prebivalcev po letih | Pregled števila prebivalcev po letih | Pregled števila prebivalcev po letih |
| ------------------------------------ | ------------------------------------ | ------------------------------------ | ------------------------------------ | ------------------------------------ | ------------------------------------ | ------------------------------------ | ------------------------------------ | ------------------------------------ | ------------------------------------ | ------------------------------------ | ------------------------------------ | ------------------------------------ | ------------------------------------ | ------------------------------------ |
| 1857                                 | 1869                                 | 1880                                 | 1890                                 | 1900                                 | 1910                                 | 1921                                 | 1931                                 | 1948                                 | 1953                                 | 1961                                 | 1971                                 | 1981                                 | 1991                                 | 2001                                 |
| 272                                  | 632                                  | 588                                  | 455                                  | 632                                  | 667                                  | 584                                  | 456                                  | 342                                  | 343                                  | 256                                  | 184                                  | 147                                  | 136                                  | 79                                   |